# سامنر-گلنوود (مینیاپولیس)
سامنر-گلنوود (به انگلیسی: Sumner-Glenwood) یک منطقهٔ مسکونی در ایالات متحده آمریکا است که در مینیاپولیس واقع شده‌است. سامنر-گلنوود ۲٬۰۰۳ نفر جمعیت دارد.